# Luis Enrique Sam Colop
Luis Enrique Sam Colop (Cantel, 1955 - Ciutat de Guatemala, 15 de juliol de 2011) fou un 
escriptor, advocat, poeta, columnista del diari guatemalenc Prensa Libre lingüista promotor del quitxé i activista social.
Va obtenir el títol de Llicenciat en Dret en la Universitat Rafael Landivar de la Ciutat de Guatemala, addicionalment va impartir classes del quitxé en l'Aliança Francesa i en el Centre d'Idiomes de la Universitat de San Carlos de Guatemala (Calusac). Va obtenir el doctorat el 1994 a la Universitat Estatal de Nova York amb una disertació sobre la poesia maia. El 1999 fou investigador visitant patrocinat per la Fulbright al St. Mary's College of Maryland

## Llibres i articles
L'obra publicada de Luis Sam-Colop inclou dues col·leccions de poemes en castellà, Versos sin refugio (1980) i La copa y la raíz (1979) en castellà i quitxé, així com diversos assaigs i articles. És més conegut fora de Guatemala per la nova edició del Popol Vuh en llengua nadiua. Amb relació a aquest treball va rebre una beca Guggenheim.